# 4 de Setembro (Santa Cruz)
4 de Setembro (port. für „4. September“) ist eine osttimoresische Aldeia. Sie liegt im Westen des Sucos Santa Cruz (Verwaltungsamt Nain Feto, Gemeinde Dili). Ihren Namen hat die Aldeia vom 4. September 1999, als das Ergebnis des Unabhängigkeitsreferendums in Osttimor bekannt gegeben wurde und die Vergeltungsaktion des indonesischen Militärs begann. In 4 de Setembro leben 525 Menschen (2015).

## Lage und Einrichtungen

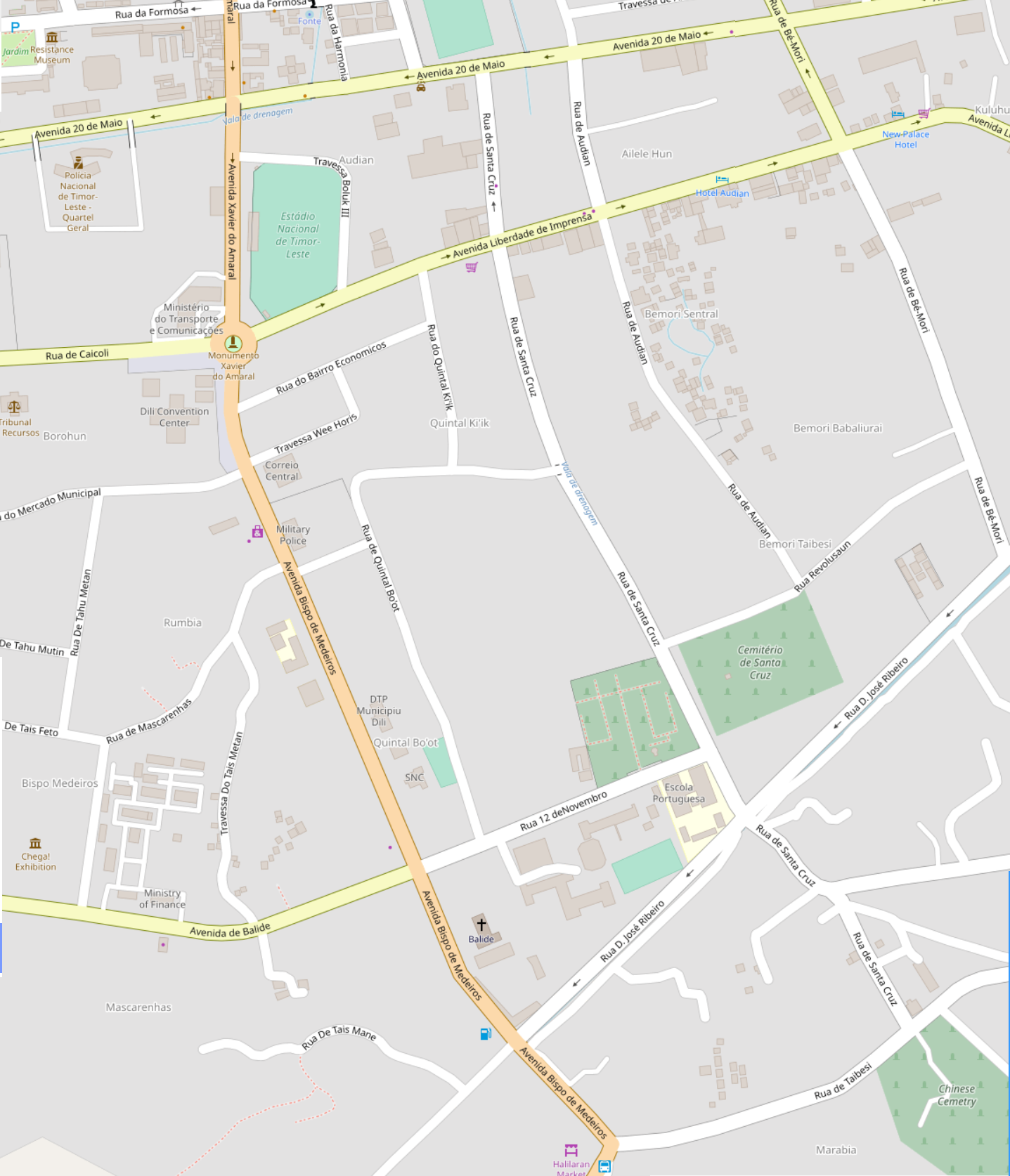
Straßenkarte von Santa Cruz

Die Aldeia entspricht in etwa dem historischen Stadtteil Quintal Bo'ot.
4 de Setembro zieht sich entlang der Avenida Bispo Medeiros. Auf der anderen Seite befindet sich der Suco Mascarenhas. Nördlich der Travessa Wee Horis liegt die Aldeia Loceneon, östlich der Rua de Quintal Bo'ot die Aldeias 25 de Abril und 12 de Novembro, die auch südlich der Rua 12 de Novembro an 4 de Setembro hereinreicht.
Im Norden von 4 de Setembro befindet sich die Zentralpost von Dili, unmittelbar daneben der Sitz der Militärpolizei. Im Süden stehen der Sitz der Öffentlichen Verteidiger (Defensoria Pública), das Nationaldirektorat für Land, Eigentum und Katasterwesen (Direção de Terras, Propriedades e Serviços Cadastrais DTPSC) und das Katasteramt (Sistema Nacional de Cadastro SNC).